# Jim Fowler
James Mark Fowler (Albany, Georgia, 9 de abril de 1930-Norwalk, Connecticut, 8 de mayo de 2019) fue un zoólogo y presentador de televisión estadounidense del programa de televisión de vida silvestre Mutual of Omaha Wild Kingdom.

## Biografía
Pasó su juventud en la ciudad de Falls Church, Virginia explorando todas las cosas en la naturaleza en el arroyo Valle de Four Mile Run cerca de su casa familiar. 
Se graduó de la escuela Westtown en 1947, una escuela de preparación universitaria Quaker en el Condado de Chester, Pensilvania y la Universidad de Earlham en 1952.

## Carrera
Fowler se convirtió en el anfitrión principal del programa Wild Kingdom en 1986 después de la muerte del presentador Martin Perkins. Recibió cuatro premios Emmy y un respaldo de la PTA Nacional para la visión familiar.
Fowler fue el corresponsal oficial de la vida silvestre para The Today Show de la NBC a partir de 1988 y realizó 40 apariciones en el Tonight Show protagonizado por Johnny Carson trayendo varios animales salvajes en el programa.
En 1997 Fowler recibió un contrato de Animal Planet de Discovery Communication como experto en vida silvestre y más tarde lanzó el programa de televisión Jim Fowler Life in the Wild en 2000.

## Muerte
Fowler falleció el 8 de mayo de 2019 a la edad de 89 años en su casa en Norwalk, Connecticut por complicaciones de enfermedades cardíacas.